# Mistrovství světa v boxu žen 2006
IV. mistrovství světa v boxu žen proběhlo v Novém Dillí, Indie ve dnech 18. až 24. listopadu 2006. Organizátorem turnaje mistrovství světa byla Association Internationale de Boxe Amateur (AIBA).

## Česká stopa
Česko nemělo na tomto mistrovství světa zastoupení.

## Výsledky
| Ženy   | Zlato                      | Stříbro                      | Bronz                     | Bronz                      |
| ------ | -------------------------- | ---------------------------- | ------------------------- | -------------------------- |
| –46 kg | Mary Komová (IND)          | Steluța Duțăová (ROU)        | Jong Ok (PRK)             | Nazgul Boranbajevová (KAZ) |
| –48 kg | I Čong-hjang (PRK)         | Jessica Boppová (ARG)        | Alice Aparriová (PHI)     | Marlen Esparzaová (USA)    |
| –50 kg | Hasibe Erkoçová (TUR)      | Li S'-jüan (CHN)             | Chhoto Louraová (IND)     | Fadia Idrissiová (DEN)     |
| –52 kg | Sarita Deviová (IND)       | Viktorija Rudenková (UKR)    | Samíha Hasanová (EGY)     | Jagoda Kargeová (POL)      |
| –54 kg | Sofija Očigavaová (RUS)    | Karolina Michalczuková (POL) | Čang Čchin (CHN)          | Ljudmila Hrycajová (UKR)   |
| –57 kg | Jun Kum-ču (PRK)           | Nagisettey Ushaová (IND)     | Wu Pin (CHN)              | Mihaela Cijevschá (ROU)    |
| –60 kg | Kathleen Taylorová (IRL)   | Anabella Fariasová (ARG)     | Mitchel Martinezová (PHI) | Taťjana Čalá (RUS)         |
| –63 kg | Jenny Lalremlianiová (IND) | Klara Svenssonová (SWE)      | Katie Dunnová (CAN)       | Julija Němcovová (RUS)     |
| –66 kg | Aya Cissoková (FRA)        | Oleksandra Kozlanová (UKR)   | Aruna Mishraová (IND)     | Mary Spencerová (CAN)      |
| –70 kg | Ariane Fortinová (CAN)     | Akima Stocksová (USA)        | Luminița Turcinová (ROU)  | Olga Slavinská (RUS)       |
| –75 kg | Lekha Chettadiová (IND)    | Li Ťin-c' (CHN)              | Anita Duczaová (HUN)      | Olha Novikovová (UKR)      |
| –80 kg | Irina Siněcká (RUS)        | Chatiqua Hemingwayová (USA)  | Renu Goraová (IND)        | Beata Małeková (POL)       |
| –86 kg | Jelena Surkovová (RUS)     | Mária Kovácsová (HUN)        | Adriana Hosuová (ROU)     | Şemsi Yaralıová (TUR)      |

## Medailová bilance
V boxu se rozdělilo celkem 13 sad medailí.
| Pořadí | Stát                |       | Muži    | Muži  | Muži | Celkem |
| Pořadí | Stát                | Zlato | Stříbro | Bronz |      | Celkem |
| ------ | ------------------- | ----- | ------- | ----- | ---- | ------ |
| 1.     | Indie (IND)         |       | 4       | 1     | 3    | 8      |
| 2.     | Rusko (RUS)         |       | 3       | 0     | 3    | 6      |
| 3.     | Severní Korea (PRK) |       | 2       | 0     | 1    | 3      |
| 4.     | Kanada (CAN)        |       | 1       | 0     | 2    | 3      |
| 5.     | Turecko (TUR)       |       | 1       | 0     | 1    | 2      |
| 6.     | Irsko (IRL)         |       | 1       | 0     | 0    | 1      |
| 6.     | Francie (FRA)       |       | 1       | 0     | 0    | 1      |
| 8.     | Čína (CHN)          |       | 0       | 2     | 2    | 4      |
| 8.     | Ukrajina (UKR)      |       | 0       | 2     | 2    | 4      |
| 10.    | USA (USA)           |       | 0       | 2     | 1    | 3      |
| 11.    | Argentina (ARG)     |       | 0       | 2     | 0    | 2      |
| 12.    | Rumunsko (ROU)      |       | 0       | 1     | 3    | 4      |
| 13.    | Polsko (POL)        |       | 0       | 1     | 2    | 3      |
| 14.    | Maďarsko (HUN)      |       | 0       | 1     | 1    | 2      |
| 15.    | Švédsko (SWE)       |       | 0       | 1     | 0    | 1      |
| 16.    | Filipíny (PHI)      |       | 0       | 0     | 2    | 2      |
| 17.    | Egypt (EGY)         |       | 0       | 0     | 1    | 1      |
| 17.    | Kazachstán (KAZ)    |       | 0       | 0     | 1    | 1      |
| 17.    | Dánsko (DEN)        |       | 0       | 0     | 1    | 1      |
| Celkem | Celkem              |       | 13      | 13    | 26   | 52     |